# Dassault Mirage F1
Dassault Mirage F.1 je francouzský jednomotorový stíhací letoun pro získání vzdušné nadvlády a také bitevní letoun navržený a vyráběný firmou Dassault Aviation jako pokračovatel strojů Mirage III. Jeho původní označení také znělo Mirage IIIF.
Během šedesátých lét zahálili ve společnosti Dassault vývoj letounu Mirage F1 spolu s větším Mirage F2 jako soukromou iniciativu. Práce na F1 nakonec dostaly před nákladnější F2, jejíž vývoj byl v druhé polovině 60. let ukončen, přednost. Francouzské letectvo (Armée de l'Air) v té době hledalo stroj pro každé počasí a o novou stíhačku se začalo zajímat. V souladu s tím byly stroje počáteční série vybaveny monopulsním radarem Thomson-CSF Cyrano IV. V druhé polovině roku 1974 se Mirage F1 stala součástí francouzského letectva a krátce nato byl tento typ zařazován jako hlavní francouzský stíhací letoun. V této roli sloužil až do příchodu Mirage 2000. Později přešel na průzkumné úkoly. V červnu 2014 byly poslední francouzské Mirage F1 vyřazeny ze služby.
Poháněna byla jediným proudovým motorem SNECMA Atar 9K-50, který poskytoval tah zhruba 69 kN (15 000 lbf). Výzbroj mohly tvořit různé francouzské a americké zbraně. Provozován byl jako lehký víceúčelový stíhač a vyvezen byl do několika zemí. Značného nasazení se dočkal v mnoha ozbrojených konfliktech, včetně války na Západní Sahaře, války mezi Peru a Ekvádorem, cenepské války, íránsko-irácké války, války v Zálivu, jihoafrické pohraniční války, války v Afghánistánu, konfliktu mezi Čadem a Libyí v rámci operace Manta v roce 1983 a operace Epérvier v letech 1986-1992, intervence v Libyi roku 2011 a konfliktu v Severním Mali. V letech 1966 až 1992 bylo vyrobeno více než 720 ks Mirage F1 a později ho ve výrobě vystřídala Dassault Mirage 2000.

## Vývoj

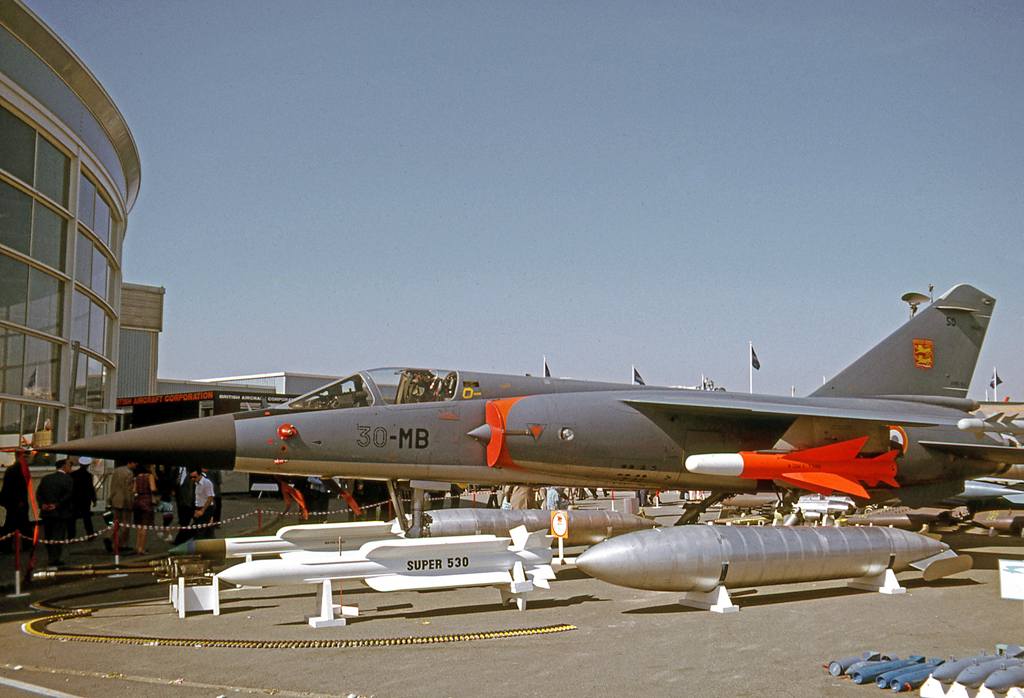
Mirage F1C z letky EC2/30 Normandie-Němen v roce 1975 na leteckém dni v Paříži

Mirage F1 se vynořil ze série konstrukčních studií provedených francouzským výrobcem Dassault Aviation. Původně se snažili vyvinout větší letoun s měnitelnou geometrií křídel odvozený z Mirage III (přičemž postupně vznikl letoun Mirage F2), který sloužil k testování pohonu pro vertikální vzlet a přistání (VTOL) podobný letounu Dassault Mirage IIIV. Brzy bylo jasné, že vznikající konstrukce by mohla posloužit také jako základ pro stíhačku.
Prototyp stroje poháněný motorem SNECMA Atar 09K zalétal pilot René Bigand 23. prosince 1966 a již při svém čtvrtém letu 7. ledna 1967 překročil Machovo číslo 2. 18. května 1967 však došlo při havárii k jeho zničení.
Dne 26. května 1967 velení Armée de l'Air objednalo tři ověřovací letouny, z nichž první vzlétl v Istres 20. března 1969 s pilotem Jean-Marie Sagetem. Při zkouškách mezi březnem a červnem 1969 bylo dosaženo M=2,12 a výšky 15 250 m. Druhý předsériový Mirage F.1 vzlétl 18. září 1969 a třetí 17. června 1970. Již v roce 1969 bylo objednáno 161 sériových strojů. 
První sériový Mirage F.1C byl zalétán 15. února 1973, od prosince tohoto roku začal F.1C-100 sloužit u stíhací eskadry EC 2/30 „Normandie-Niemen“. Od března 1977 byly dodávány upravené F.1C-200 s pevným nástavcem pro doplňování paliva za letu. Kromě základní verze F.1C s radarem Cyrano IV se Mirage této řady stavěly v provedení F.1A se zjednodušenou avionikou a radarem EMD Aida 2. Cvičné dvoumístné F.1B byly dodávány od října 1980 do března 1983. Víceúčelové F.1E z roku 1974 se lišily vylepšeným radarem Cyrano IV-100 a avionikou. Cvičná verze „céčka“ nesla označení F.1D, průzkumná pak F.1CR-200 zalétaná 20. listopadu 1981. Tato verze vstoupila do služby v roce 1983. V jednom prototypu byl vyroben Mirage F.1-M53 s motorem SNECMA M53 jako konkurent F-16 v soutěži na vyzbrojení leteckých jednotek čtyř států západní Evropy v sedmdesátých létech.
V době zahájení dodávek Mirage 2000 byly nadbytečné draky F.1C-200 v letech 1988-1991 přestavěny na taktickou stíhací bombardovací variantu F.1CT. Celkově francouzské letectvo odebralo 249 exemplářů F.1

## Služba

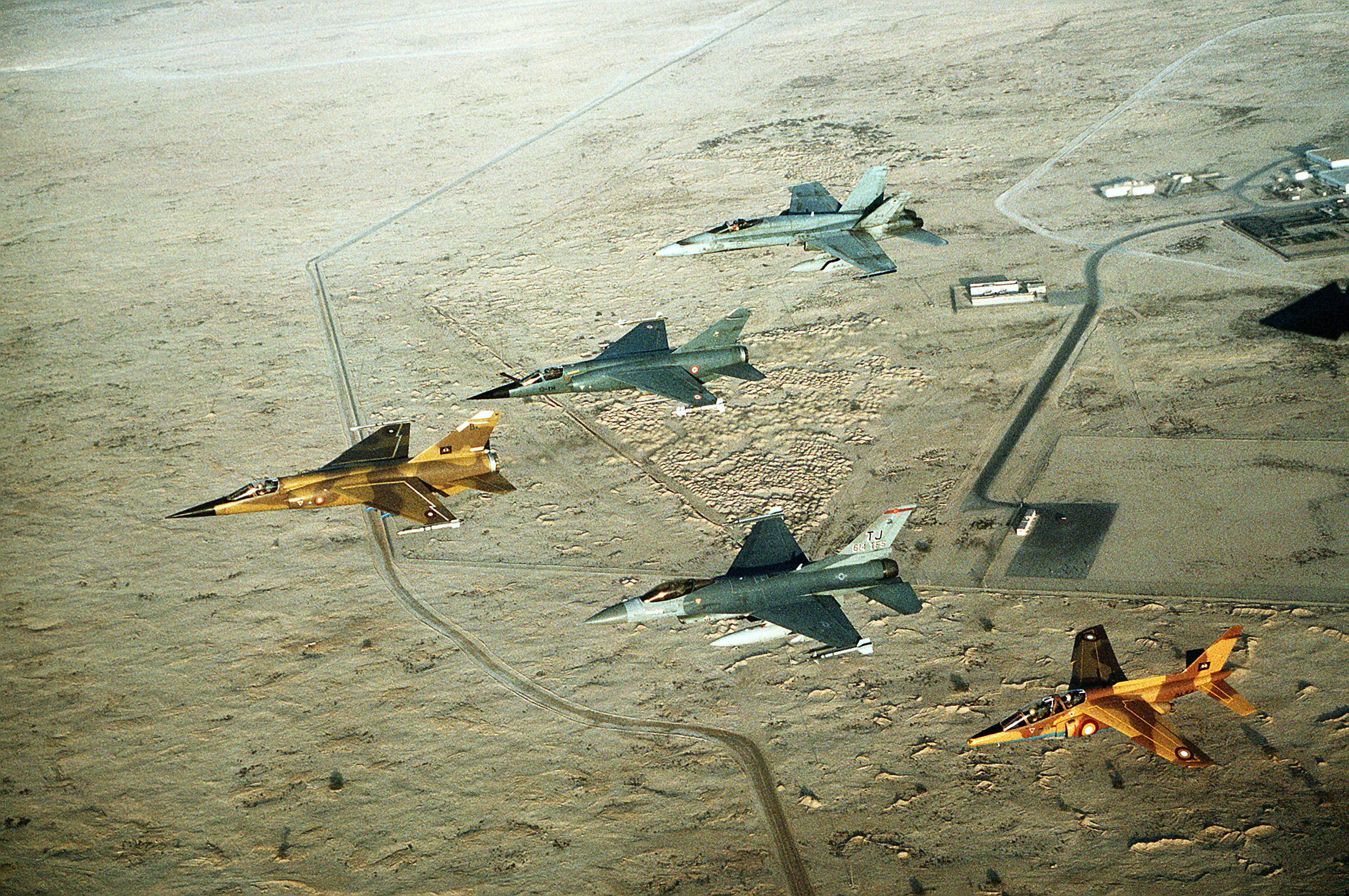
Mezinárodní stíhací formace, zleva, katarská F-1 Mirage, francouzská F-1C Mirage, americká F-16C Fighting Falcon, kanadský CF/A-18A Hornet a katarský Alpha Jet během operace Pouštní štít

Do služby u francouzského letectva (Armée de l'Air) vstoupil F.1C koncem prosince 1973 u 30. eskadry v Remeši. Poháněn jedním proudovým motorem SNECMA Atar 9K-50 o tahu cca 69 kN byl používán jako lehká víceúčelová stíhačka, která byla vyvezena do Španělska (F.1CE a F.1EE), Řecka jako F.1CG, Libye (32 strojů F.1AD a F.1ED), Jižní Afriky (F.1AZ), Jordánska (F.1EJ), Kuvajtu jako F.1CK, Iráku pod označením F.1EQ v počtu 108 strojů, Ekvádoru v rozmezí let 1978 až 1980 jako F.1JA odpovídající F.1C a dvoumístné F.1JE, Kataru (F.1DA a F.1DDA) a Maroka (50 kusů F.1CH). Do ukončení výroby v roce 1990 bylo vyrobeno  731 kusů.
Bojově byly Mirage F.1 použity v Jižní Africe, kde zaznamenaly dva sestřely kubánsko-namibijských letounů MiG-21MF a ve válce Iráku proti Íránu, během které irácké stroje údajně dosáhly 40 sestřelů. Marocké F.1 byly nasazeny proti povstalcům fronty Polisario, Libye tyto letouny použila v konfliktu proti Čadu a Francie s Irákem během Operace Pouštní bouře. Poslední zahraniční misí francouzských Mirage F.1 byl v roce 2013 Baltic Air Policing v pobaltských republikách.

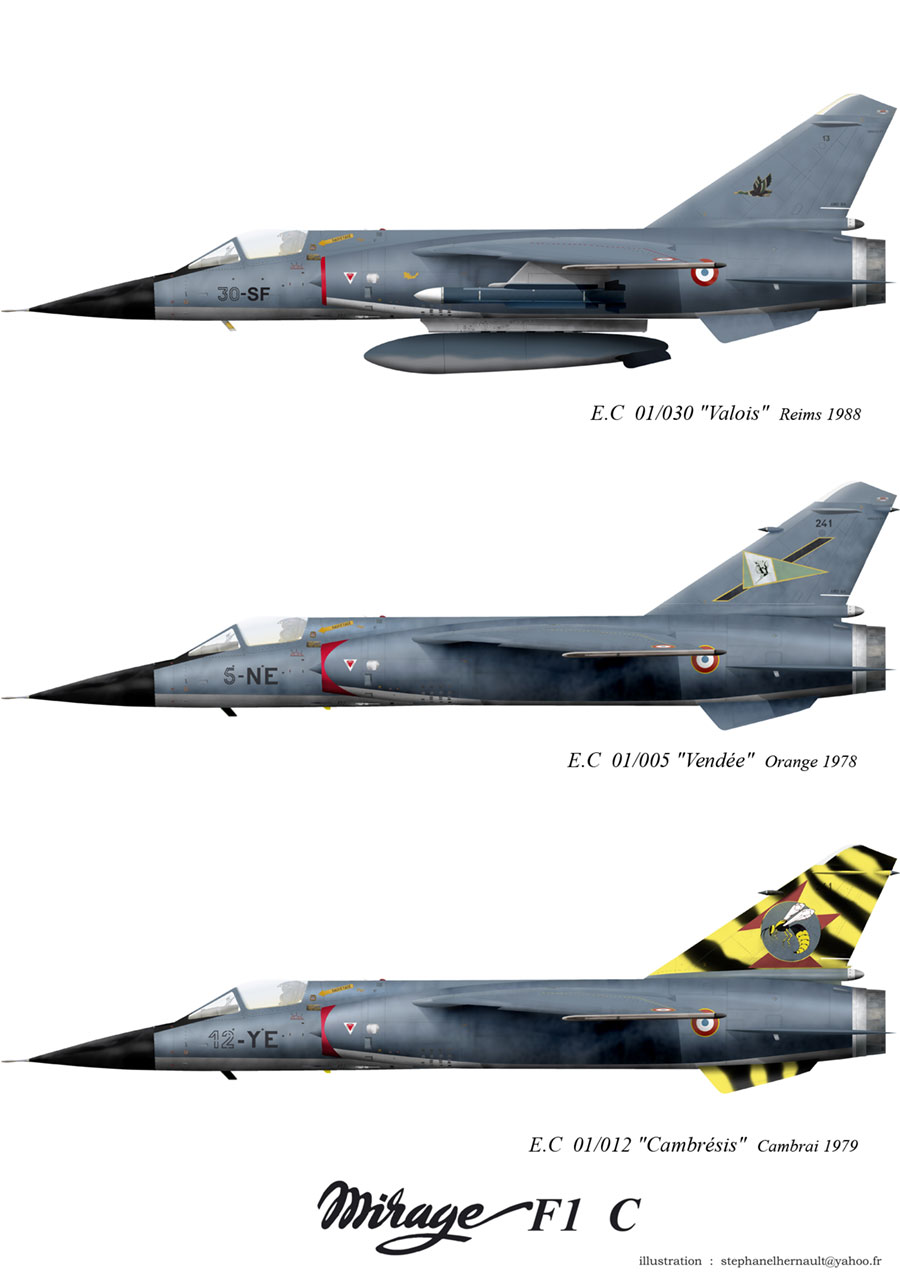
Mirage F1C Armée de l'Air
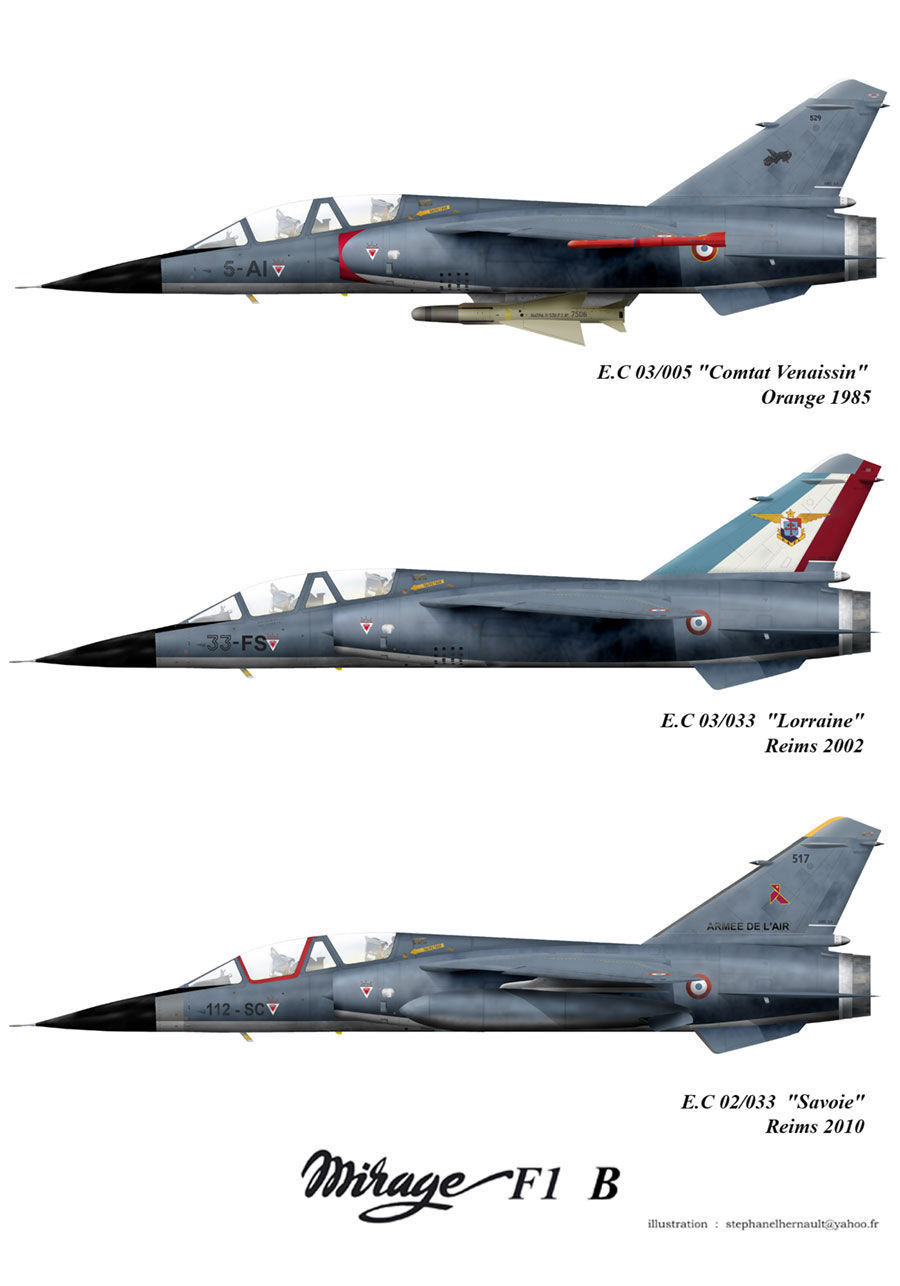
Mirage F1B Armée de l'Air
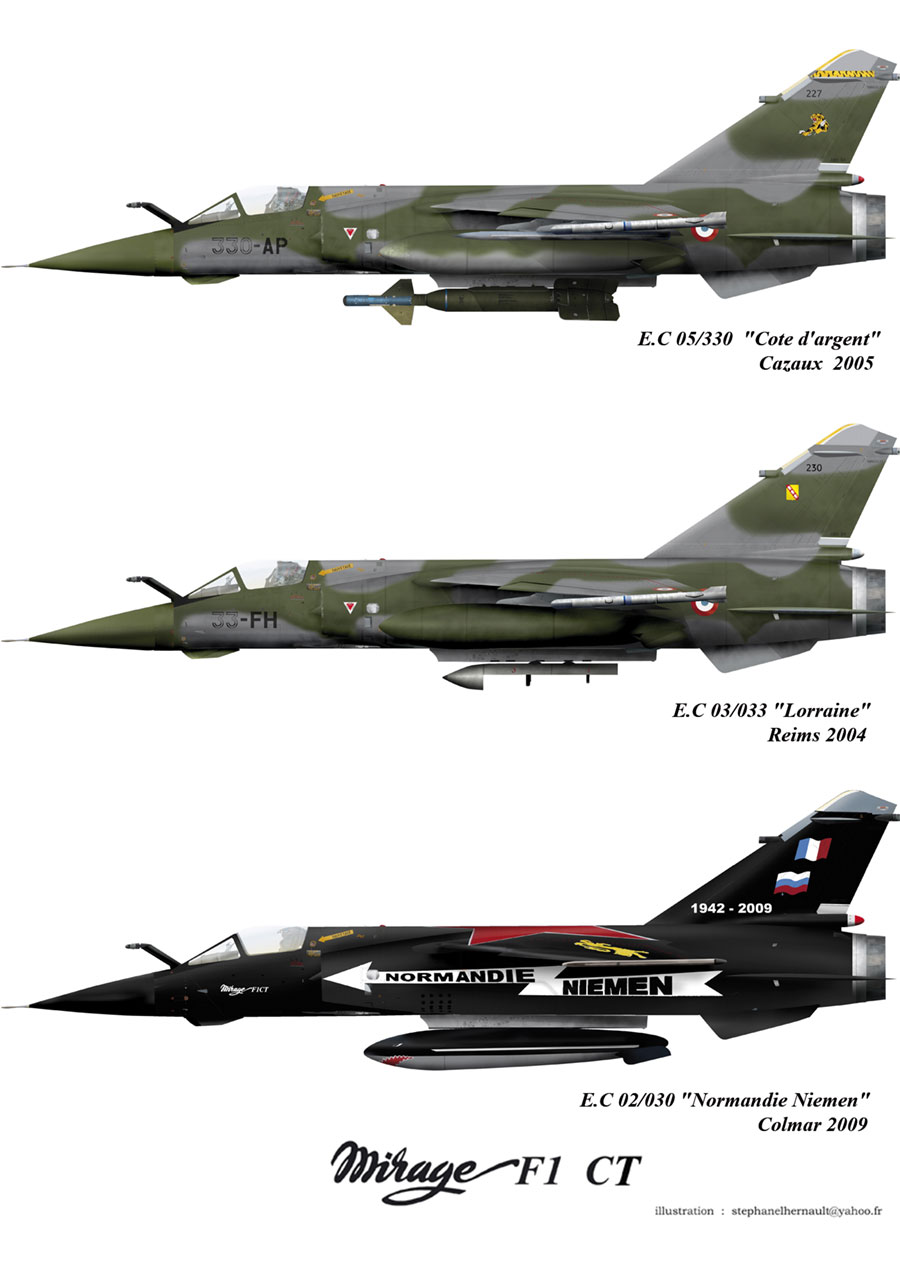
Mirage F1CT Armée de l'Air
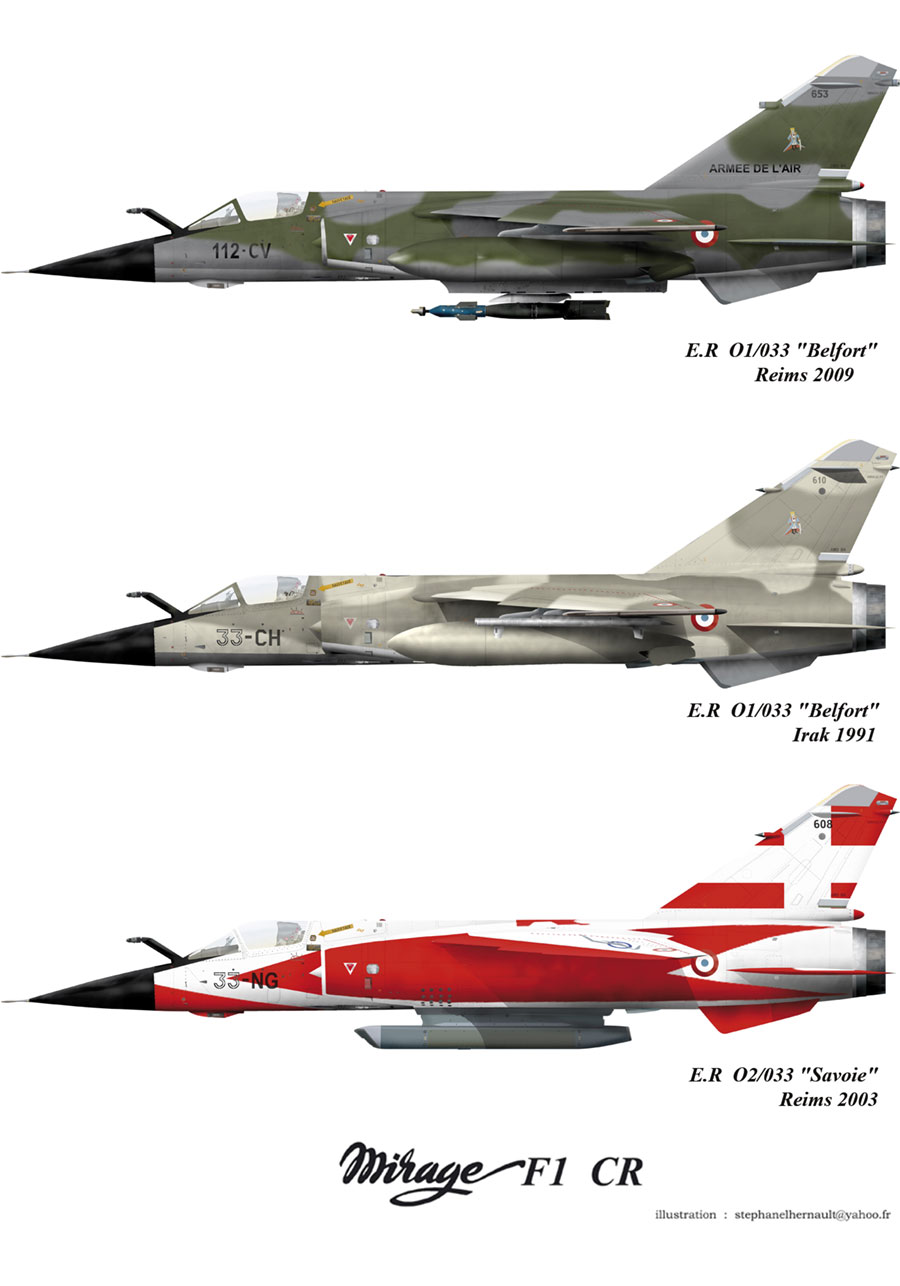
Mirage F1CR Armée de l'Air

## Varianty

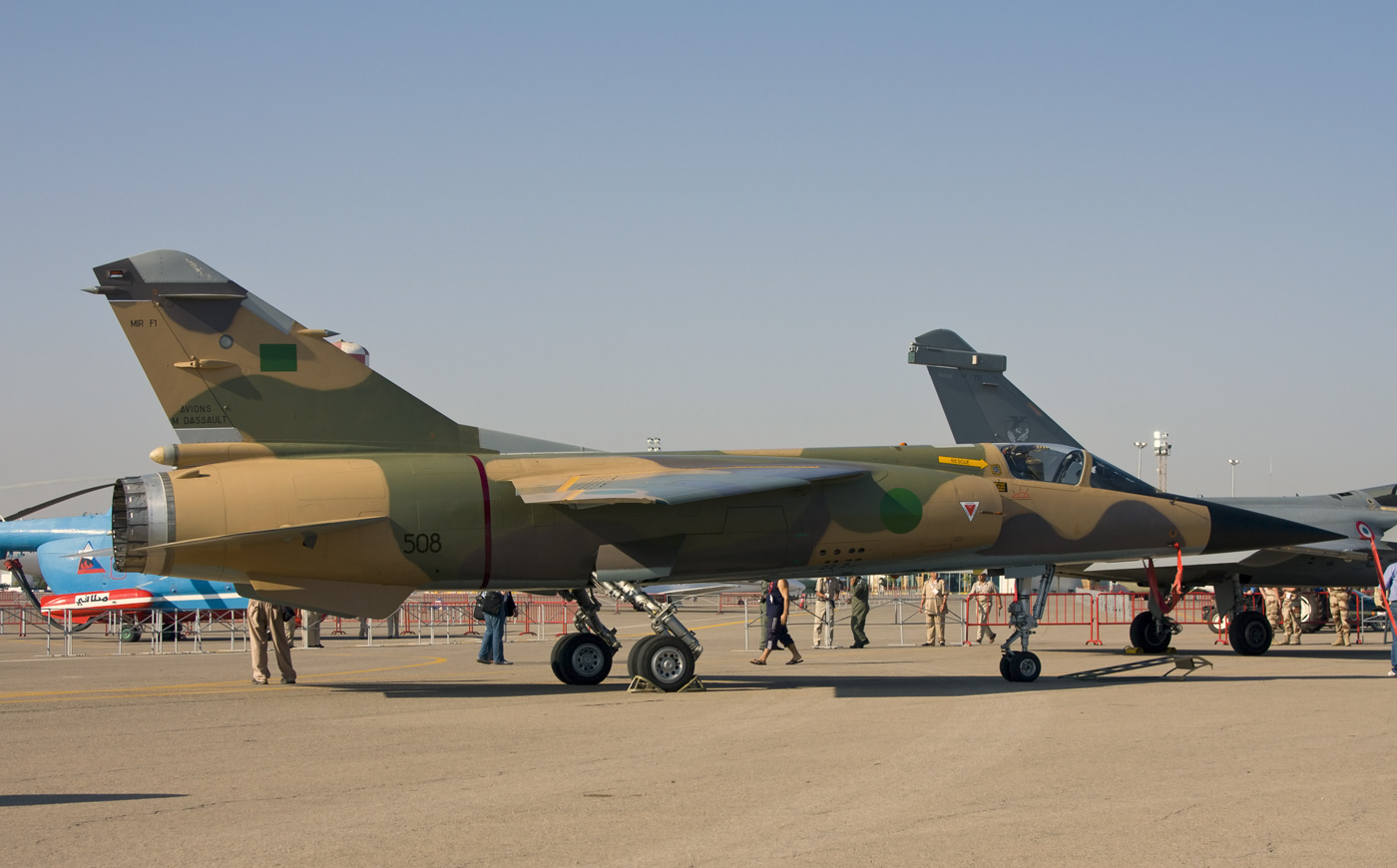
Libyjská Mirage F1ED.

- Mirage F1A
- Mirage F1B
- Mirage F1C
- Mirage F1D
- Mirage F1E
- Mirage F1CG
- Mirage F1CR
- Mirage F1CT
- Mirage F1AZ a F1CZ
- Mirage F1M-53

## Uživatelé

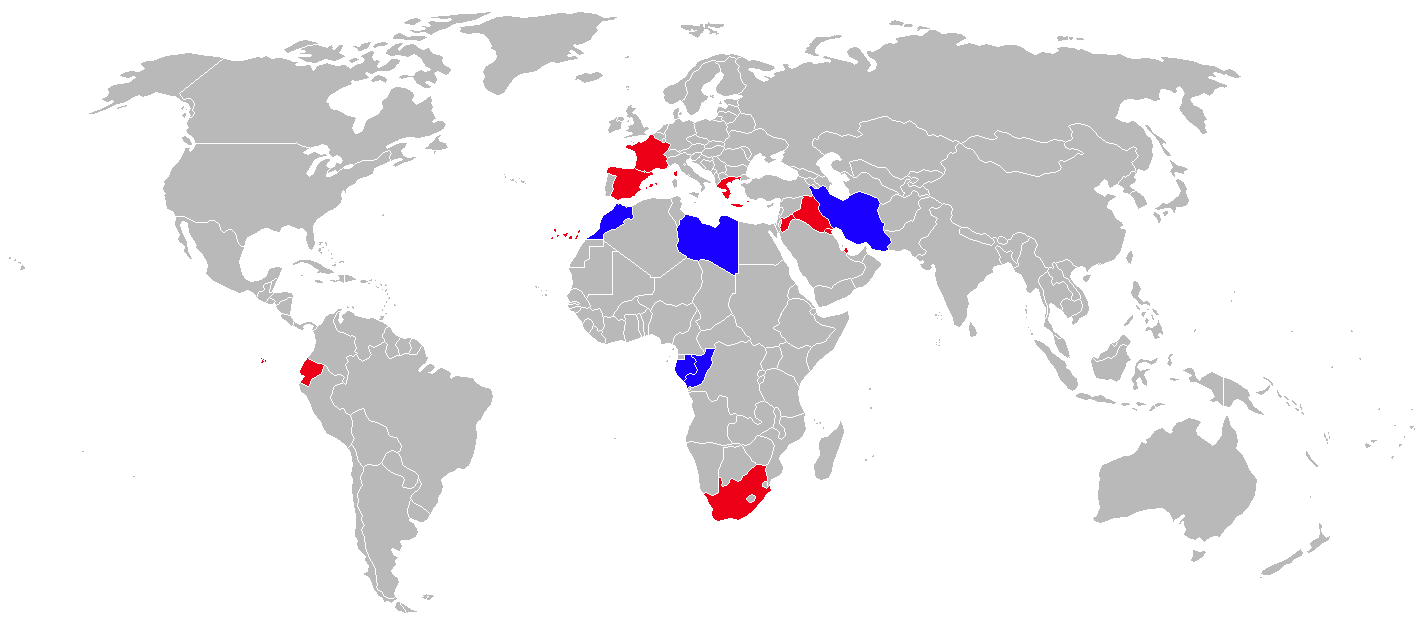
Přehled uživatelů (modře současní, červeně bývalí)

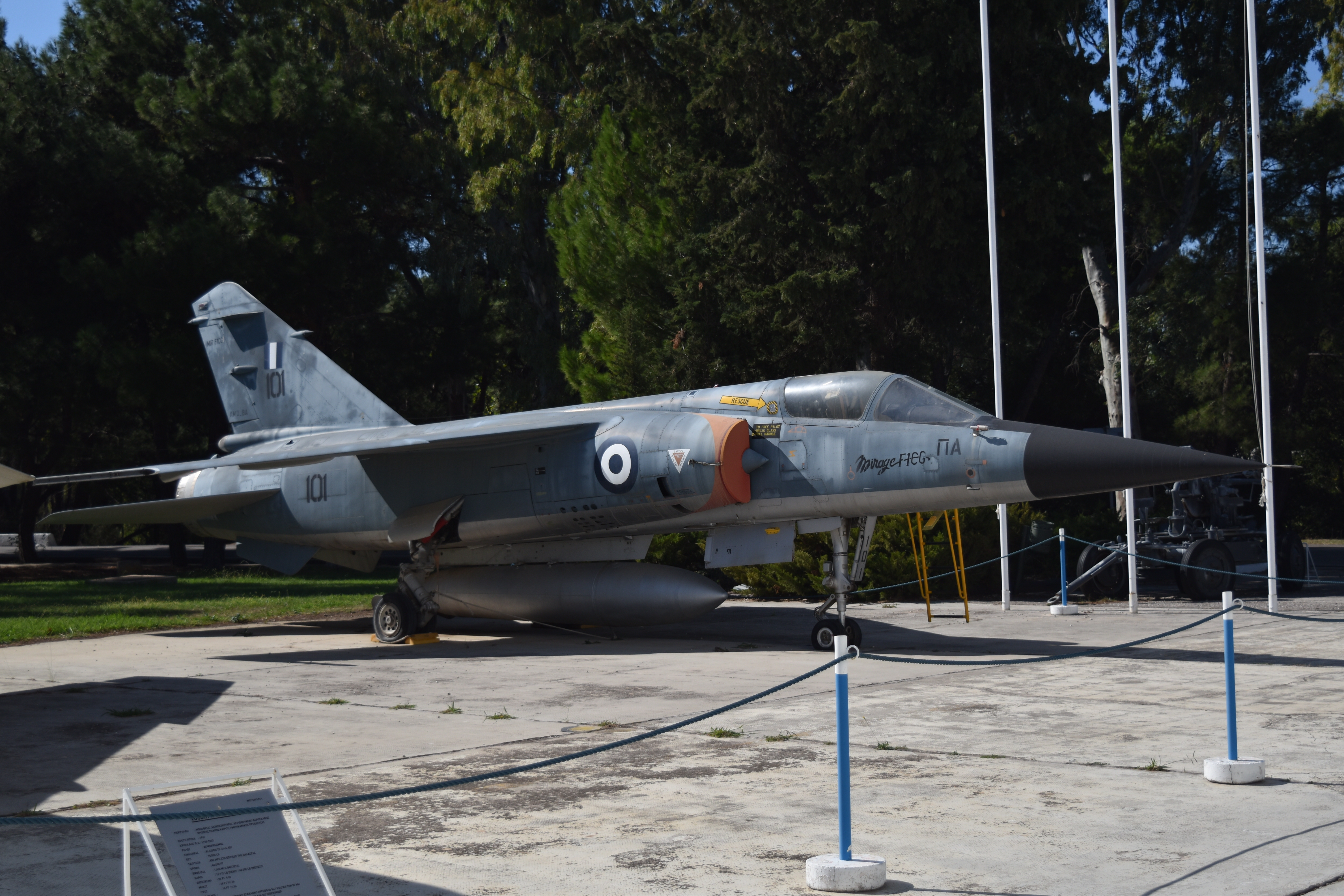
Řecká Mirage F1

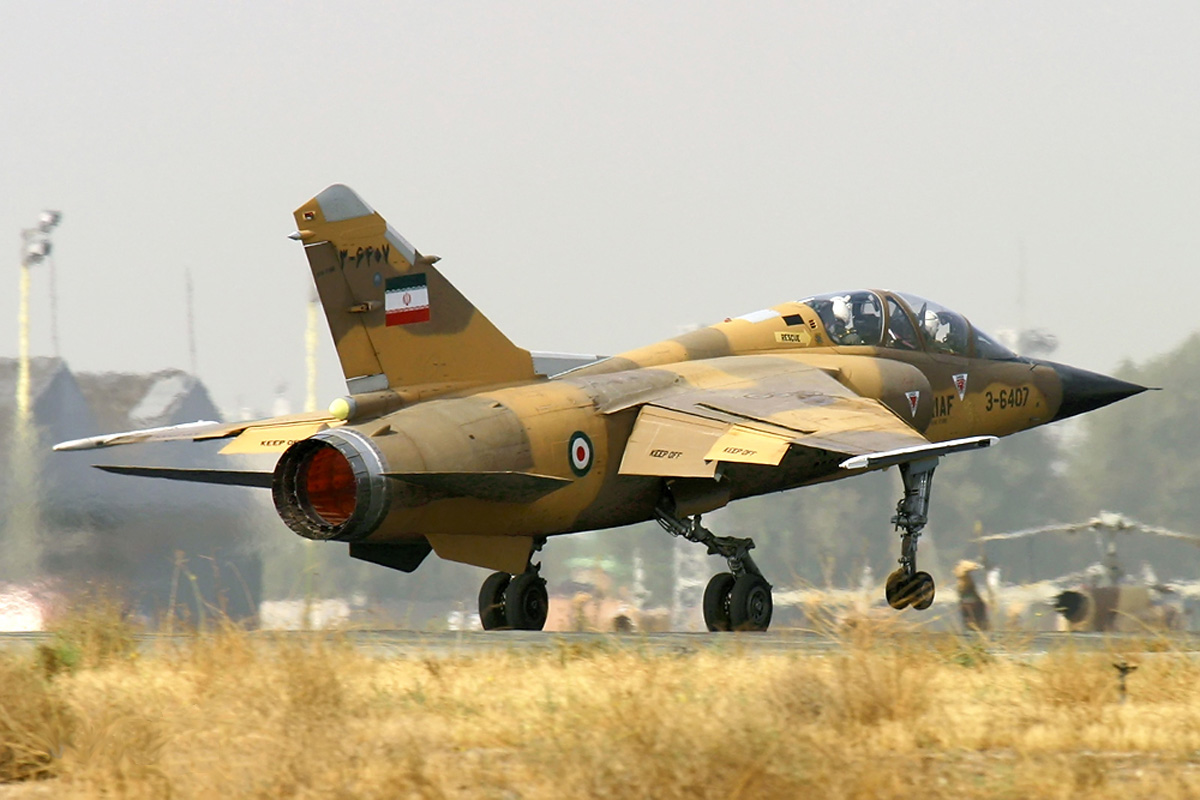
Íránská F1BQ

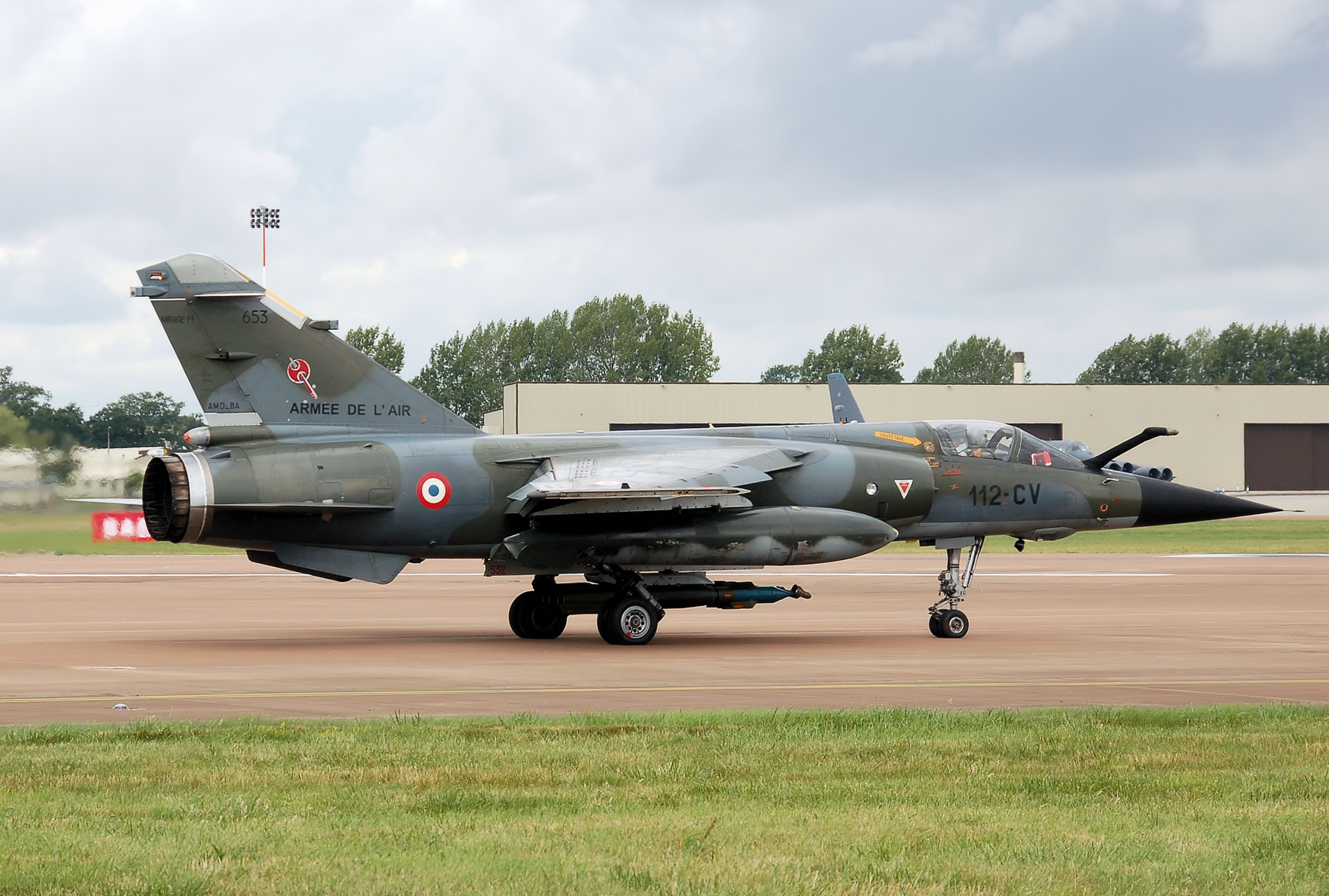
Francouzská F1CR

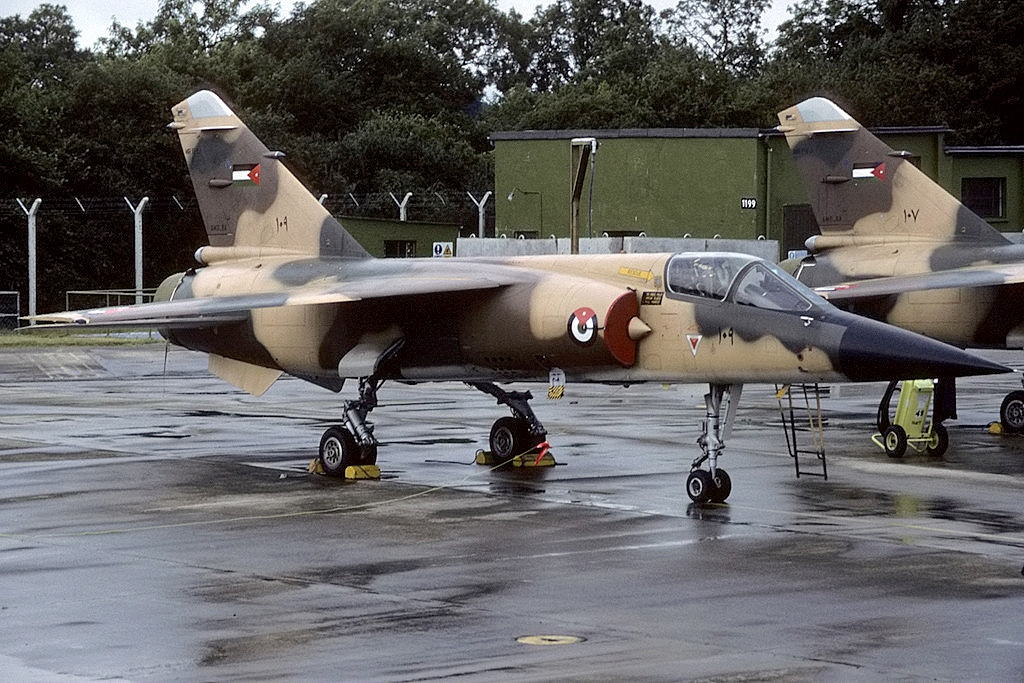
Jordánský letoun Dassault Mirage F1EJ

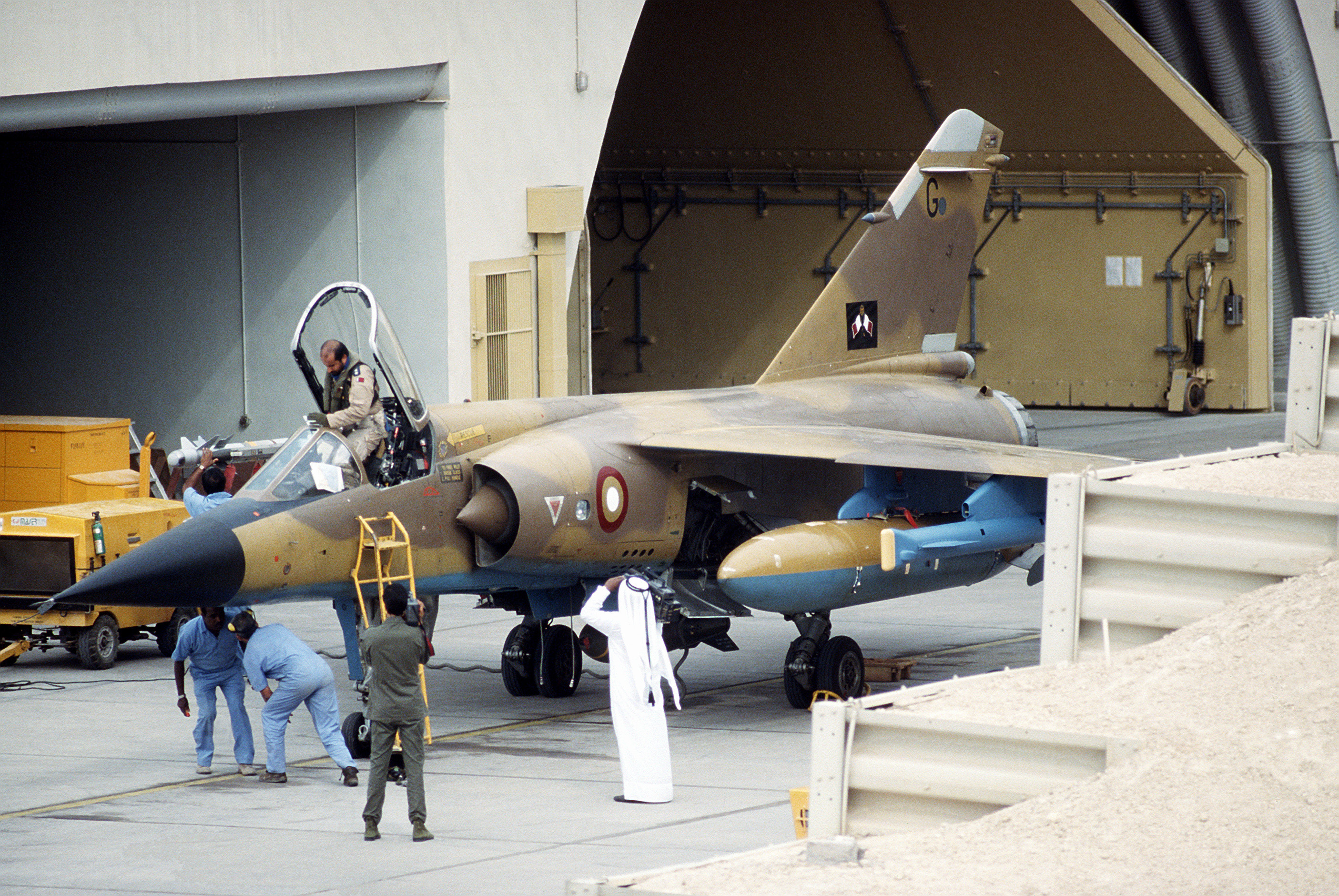
Katarská Mirage F1EDA

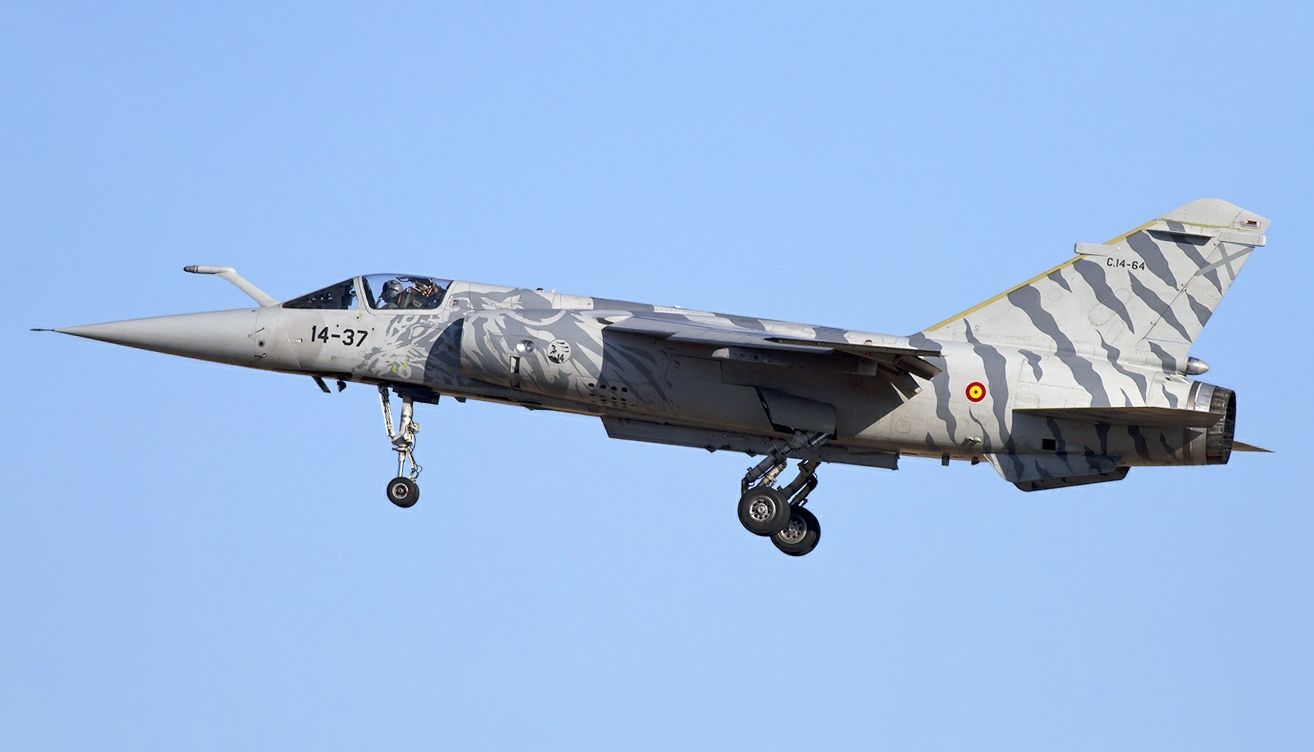
Španělská Mirage F1M

Dassault Mirage F1 byla provozována čtrnácti vzdušnými silami, ze kterých je u čtyřech stále v provozu. Tři byly evropské, pět ze středního východu (u jednoho stále létá) a čtyři africké (u třech stále v provozu).

### Současní
Gabon
- Gabonské letectvo obdrželo 6 letadel F1AZ z Jižní Afriky, další 2 budou doručena.

 Írán
- Íránské vojenské letectvo získalo přes 24 letounů F1BQ a F1EQ, které sem přelétly v roce 1991 za války v Zálivu.

 Konžská republika
- Konžské letectvo provozuje dva kusy varianty F1AZ, které získalo roku 2010 z Jižní Afriky.[6]

 Libye
- Libyjské letectvo obdrželo 16 F1AD, 6 F1BD & 16 letadel F1ED. Všichna byla uzemněna , ale dvanáct bylo vyjednáno k renovaci, z nichž byla do provozu vrácena pouze čtyři.[7] Dvě z těchto dvanácti letadel skončila na Maltě, když jejich piloti přeběhli.[8][9] Francie pro Libyi renovuje malou flotilu Mirage F1 a vycvičí její personál jako součást dohody o obranné spolupráci, která byla podepsána v roce 2012.

 Maroko
- Marocké královské letectvo získalo 30 F1CHs 14 F1EH & 6 letadel F1EH-200. 40 je stále v provozu a 27 bylo modernizováno na ASTRAC.[10][11] Marocké stroje mohou nést řízené pumy AASM.[12]

#### Soukromé společnosti
Jižní Afrika
- Paramount Group – roku 2006 společnost koupila 21 jihoafrických F1AZ. Později jich 10 přeprodalo Gabonu a Kongu.[13] Roku 2017 společnost od Francie převzala ještě 4 dvoumístné letouny Mirage F1.[14]

 USA
- Airborne Tactical Advantage Company (ATAC) – roku 2017 společnost od Francie zakoupila 63 letounů Mirage F1. První letouny převzala roku 2018.[15]

- Draken International – roku 2017 společnost převzala 20 letounů Mirage F1M a 2 Mirage F1B pocházejících ze Španělska.[16][17]

### Bývalí
Ekvádor
- Ekvádorské letectvo provozovalo 16 F1JA a 3 F1JE dodané mezi lety 1978-1980. Během jejich provozu byla nejméně tři z nich ztracena při nehodách. V únoru 2011 byla zbývající letadla vyřazena ze služby.[18]

 Francie
- Francouzské letectvo obdrželo 246 letadel. Poslední letka těchto letadel byla oficiálně rozpuštěna 13. června 2014.[19]

 Irák
- Irácké letectvo obdrželo 93 letadel F1EQ a 15 F1BQ v letech 1980 a 1989 s dalšími 17 EQ a tři nedoručenými cvičnými stroji kvůli platební neschopnosti Iráku a vyhlášení zbrojního embarga OSN po roce 1990 kvůli invazi do Kuvajtu.[20] Na začátku roku 2011 francouzská vláda nabídla modernizovat 18 jimi držených strojů Mirage F1 a prodat je Iráku.[21]

 Jihoafrická republika
- Jihoafrické letectvo provozovalo 32 letadel F1AZ dodaných v letech 1975 a 1976 a 16 F1CZ jejichž dodávky byly realizovány v letech 1974 a 1975.

 Jordánsko
- Jordánské královské letectvo obdrželo 17 letadel F1CJ a 17 F1EJ v rozmezí let 1981-1983 a 2 F1BJ. V roce 2010 bylo ohlášeno, že Argentina by mohla mít v pronájmu dvanáct F1CJ a má F1BJ ale nic z toho se nepotvrdilo.

 Katar
- Katarské letectvo provozovalo od roku 1980 13 letadel F1EDA a 2 F1DDA. Vyřazeny byly v roce 1995.

 Kuvajt
- Kuvajtské letectvo provozovalo 27 F1CK & 6 F1BK.

 Velká libyjská arabská lidová socialistická džamáhíríje
- Dodáno 16 kusů F.1AD, 6 F.1BD a 16 F.1ED v roce 1978 a 1979.

 Řecko
- Řecké letectvo provozovalo 40 F1CG dodané mezi lety 1975-1978. Vyřazeny byly v roce 2003.

 Španělsko
- Španělské letectvo původně obdrželo 45 letadel F1CE, 22 F1EE & 6 F1BE. Také z druhé ruky získalo na začátku 90. let 24 kusů z Francie a Kataru. Španělské F1 byly nasazeny v roce 2006 v rámci Baltic Air Policing. Španělsko nakonec svoji flotilu Mirage F1 vyřadilo v únoru 2013.

## Specifikace (Mirage F1)

### Technické údaje
- Osádka: 1
- Délka: 15,3 m
- Rozpětí: 8,40 m
- Výška: 4,5 m
- Nosná plocha : 25,00 m²
- Hmotnost (prázdný): 7 400 kg
- Hmotnost (naložen): 10 900 kg
- Maximální vzletová hmotnost: 16 200 kg
- Pohonná jednotka: 1× proudový motor SNECMA Atar 9K-50 s přídavným spalováním
  - Suchý tah: 49,03 kN
  - Tah s forsáží: 70,6 kN

### Výkony
- Maximální rychlost: Mach 2,2 (2 338 km/h) v 11 000 m
- Akční rádius: 425 km
- Přeletový dolet: 3 300 km
- Vytrvalost: 2 h a 15 min (bojová hlídka s 2 × raketami Super 530 a přídavná nádrž)
- Dostup: 20 000 m
- Počáteční stoupavost: 243 m/s
- Poměr tah/hmotnost: 0,66

### Výzbroj
- Kanóny: 2× 30mm kanón DEFA 553 se 150 střelami na zbraň
- Závěsy: 1 centrální pylon, čtyři pod křídlem a dva na koncích křídla s kapacitou 6 300 kg (prakticky max. náklad 4 000 kg) a možnost nést kombinaci:
  - Rakety: 8× raketový kontejner Matra a 18× raketami SNEB ráže 68 mm
  - Bomby: BGL-400, P-1
  - Ostatní: průzkumné kontejnery nebo přídavné nádrže
  - Střely: 2× AIM-9 Sidewinder nebo Matra R550 Magic na koncích křídla, 2× Super 530F po křídlem, 1× protilodní AM-39 Exocet, 2× laserem naváděná AS-30L laser, protizemní ARMAT, V3B Kukri, V3C Darter